# Rio Buzăiel
O Rio Buzăiel é um rio da Romênia afluente do Rio Buzău, localizado no distrito de Braşov.